# Cepphus carbo
L'uria dagli occhiali (Cepphus carbo, Pallas 1811) è un uccello marino della famiglia degli alcidi.

## Sistematica
Cepphus carbo non ha sottospecie, è monotipico.

## Distribuzione e habitat
Questa uria vive in Asia, lungo le coste della Russia, del Giappone, della Corea del Nord e della Corea del Sud.